# Bezirk Frankfurt (Oder)
Het district Frankfurt an der Oder was een van de 14 Bezirke (districten) van de Duitse Democratische Republiek (DDR). Het district Frankfurt an der Oder kwam tot stand bij de wet van 23 juli 1952 na de afschaffing van de deelstaten.
Na de hereniging met de Bondsrepubliek in 1990 werd het district Frankfurt an der Oder opgeheven en ging het op in de deelstaat Brandenburg.

## Bestuurlijke indeling
De Bezirk omvatte de stadtkreise Frankfurt (Oder), Eisenhüttenstadt (van 1 februari 1953 tot en met 12 november 1961 Stalinstadt) en Schwedt/Oder (vanaf 17 september 1961) en de volgende kreise:
1. Angermünde
2. Bad Freienwalde
3. Beeskow
4. Bernau
5. Eberswalde
6. Eisenhüttenstadt-Land (tot en met 13 november 1961 Fürstenberg)
7. Fürstenwalde
8. Seelow
9. Strausberg

Bezirke: Cottbus · Dresden · Erfurt · Frankfurt · Gera · Halle · Karl-Marx-Stadt · Leipzig · Magdeburg · Neubrandenburg · Potsdam · Rostock · Schwerin · Suhl

Overig gebied: Oost-Berlijn